# Ayoub Gretaa
Ayoub Gretaa, né le 12 décembre 1991 à Meknès, est un acteur marocain.

## Biographie
Ayoub Gretaa est un acteur marocain formé à l'Institut Supérieur d'Art Dramatique et d'Animation Culturelle (ISADAC) de Rabat. Il s'inscrit ensuite à un master en études théâtrales à l'Université de Mohammedia. Passionné par l’art dramatique dès son plus jeune âge, il se fait d'abord remarquer sur scène avant de s’imposer à la télévision marocaine grâce à des rôles marquants dans plusieurs séries à succès.
En 2023, il décroche le rôle principal dans le long métrage La Mer au Loin de Saïd Hamich Benlarbi, aux côtés d’Anna Mouglalis et Grégoire Colin. Le film est présenté en séance spéciale à la Semaine de la Critique du Festival de Cannes 2024 et sélectionné en compétition internationale au Festival du Film de Marrakech.

## Filmographie

### Cinéma
- 2024 : La Mer au Loin, réalisé par Saïd Hamich Benlarbi – Rôle principal[4]
  - Production : Barney Production (France)
  - Co-production : Mont Fleuri Production (Maroc), Tarantula (Belgique)
  - Distribution (France) : The Jokers Films[5]
  - Sélections et récompenses :
    - 2024 : Séance Spéciale – Semaine de la Critique – Festival de Cannes
    - 2024 : Compétition Internationale –  Festival du Film de Marrakech 2024
    - 2024 : Audience Award[6] – IFFMH Mannheim-Heidelberg
    - 2024 : CampUS Jury Award[7] – Festival du film de Séville

### Courts-métrages
- 2021 : Raida, réalisé par Naïma Zitan

### Télévision
- 2025 : Dem El Machrouk, réalisé par Ayoub Lahnoud (2M)
- 2024 : Al Moukhtafi, réalisé par Zakia Tahiri (2M)
- 2021-2023 : L'Maktoub, réalisé par Alaa Akaaboun (2M)
- 2021 : Wlad Laam, réalisé par Brahim Chikri (MBC 5)
- 2019 : Ezzaima, réalisé par Alaa Akaaboun (2M)
- 2018 : Disk Hyati, réalisé par Alaa Akaaboun (2M)
- 2017 : Kloub Tayha, réalisé par Yassine Fennan (Aoula Channel)
- 2014 : Chib Wechebab, réalisé par Adil El Fadili (Aoula Channel)

## Théâtre
- 2024 : Nostalgia, mise en scène par Amine Nassour
- 2023 : Lakhla O L9far, mise en scène par Adil Abatourab
- 2019-2020 : Comédien dans Masrah Al Maghrib (MBC5)
- 2016-2017 : Membre de la compagnie Dabateatr (comédien et enseignant)
- 2017 : El Ghalia, mise en scène par Mohamed Fergani
- 2016 : Fikoum Fikoum, mise en scène par Nabil El Mansouri
- 2015 : Je Passe, mise en scène par Khalid Jananbi

## Vidéos musicales
- 2023 : 9AD BIA – Manal, réalisé par Farid Malki

## Récompenses
- 2025 : Prix d'interprétation[8] - Love International Film Festival de Mons en Belgique pour son rôle dans le long métrage La Mer Au Loin